# پتروفکا (شهرستان مسکوفسکی)
پتروفکا (به لاتین: Petrovka) یک روستا در قرقیزستان است که در شهرستان مسکوفسکی، قرقیزستان واقع شده‌است. پتروفکا ۱۰٬۸۷۹ نفر جمعیت دارد.